# Kiros Stanlley Soares Ferraz
Kiros Stanlley Soares Ferraz (født 21. august 1988) er en brasiliansk fodboldspiller.